# Grubmühle (Berching)
Grubmühle ist ein Gemeindeteil der Stadt Berching im Landkreis Neumarkt in der Oberpfalz. Die Einöde liegt zwischen Sulz und Main-Donau-Kanal auf Höhe von Sollngriesbach
Kirchlich gehört sie zur Filiale Sollngriesbach der Pfarrei Berching im Dekanat Neumarkt in der Oberpfalz.

## Geschichte
Am 1. Juli 1972 wurde Sollngriesbach mit Grubmühle nach Berching eingemeindet.

## Baudenkmal
Ein zweigeschossiges Mühlengebäude aus dem Jahr 1744 steht unter Denkmalschutz.